# シラアット駅
シラアット駅（シラアットえき、タイ語:สถานีรถไฟศิลาอาสน์ ）は、タイ王国北部ウッタラディット県ムアンウッタラディット郡にある、タイ国有鉄道北本線の駅である。

## 概要
シラアット駅はタイ王国北部ウッタラディット県の県庁所在地であり、人口16万人が暮らすムアンウッタラディット郡にある。当駅はナーン川の西側に位置する。
一等駅で特急列車停車駅でもある。1日当たり22列車（11往復）の発着があり、内3往復は当駅始発、終着である。また当駅を経由してチェンマイ方面を結ぶ一部の列車は、当駅で客車の増解結を行うほか、一部の列車については以北の山岳区間を控え、当駅で機関車交換や給油・給水作業を行う。クルンテープ駅より特急列車で6時間30分程度である。また当駅を含むロッブリー駅より終点チェンマイ駅までは、単線区間であるが、当駅以南が連査閉塞方式（ピッサヌローク駅より当駅まで）、当駅以北が終点のチェンマイ駅まで通票閉塞方式となっており、当駅は異なる信号方式の境界をなしている。

## 歴史
1897年3月26日にタイ官営鉄道最初の区間が、クルンテープ駅 - アユタヤ駅間に開業した。1900年12月21日に当初計画のナコンラチャシーマ駅まで完成した。この頃北本線をチエンマイまで整備する事なり、少しずつ延伸開業の後、現在当駅があるパントンプン駅まで1909年8月15日に完成したがこの時点ではまだ当駅は設定されていなかった。約50年後の1958年11月2日に当駅南隣のウッタラディット駅構内が手狭になったことから当駅が設置され開業した。
- 1909年8月15日 【開業】バーンダーラー分岐駅 - パントンプン駅 (51.05km)
- 1958年11月2日【開業】当駅開業

## 駅構造

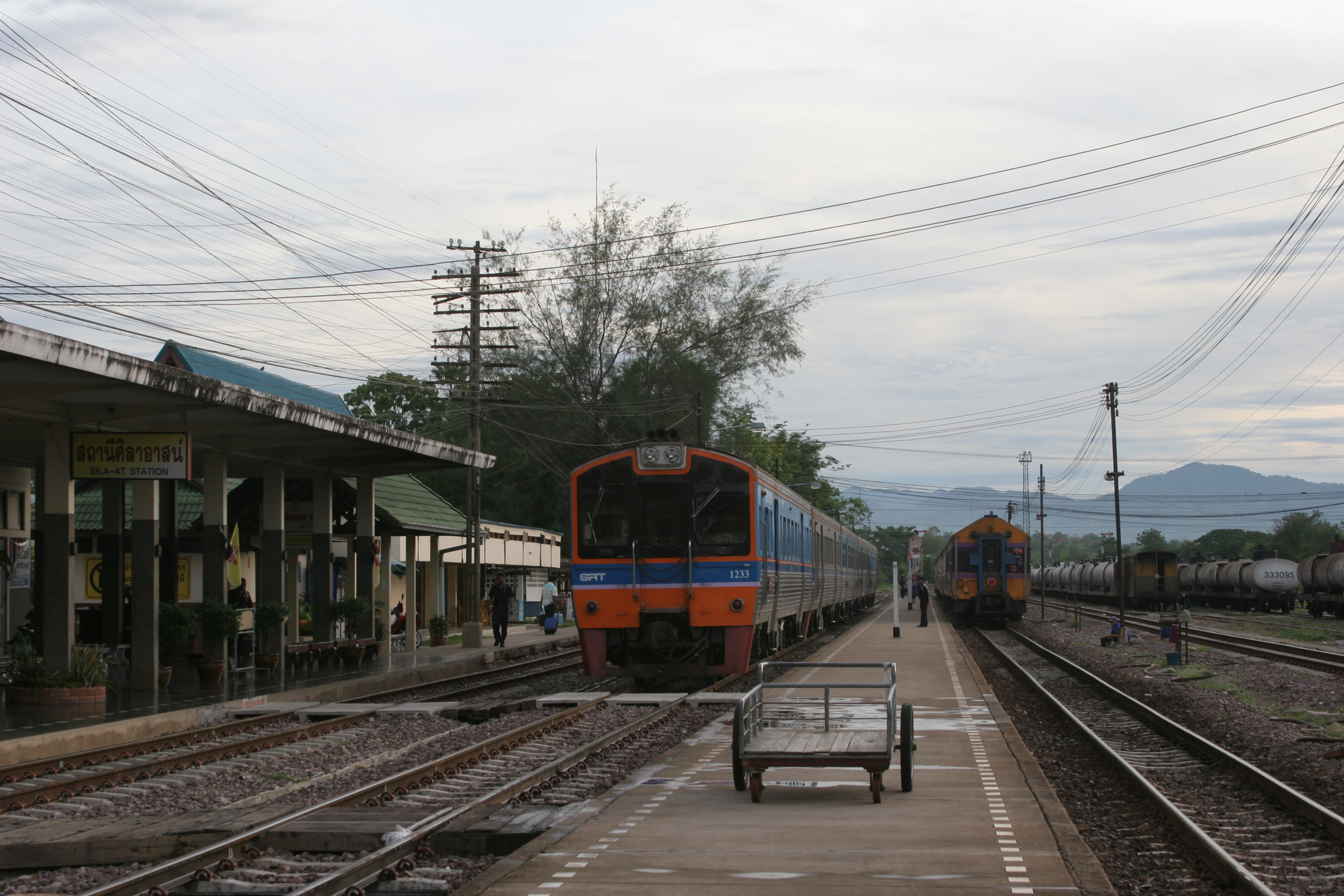
シラアット駅構内

単式及び島式1面の複合型ホーム2面3線をもつ地上駅であり、駅舎はホームに面している。
当駅より一つ南隣のウッタラディット駅構内にあるタイ国鉄ウッタラディット工場までは、本線西側に並走する形で回送用の小運転線が敷かれている。一見複線のように見えるが、小運転線は本線の信号システムからは独立しているため、複線としては機能していない。

## 操車場
当駅に隣接して東側に、タイ国有鉄道の操車場がある。現在はあまり活用されていなく、古い貨車で埋め尽くされている。

## 駅周辺

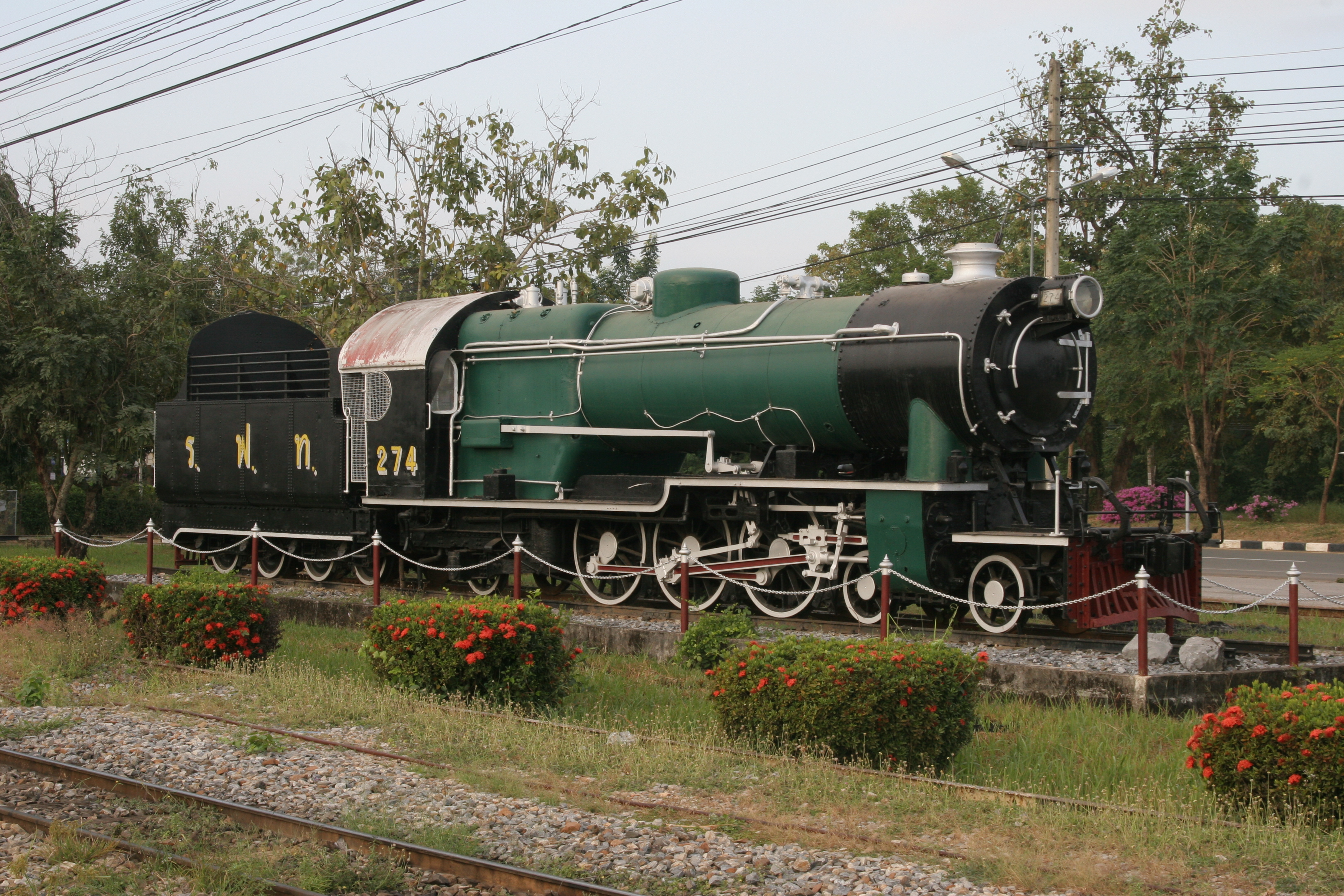
蒸気機関車274号機

駅前に退役した蒸気機関車274号機（1928年ハノマーグ製、製造番号10614）が静態保存されている。